# ANP Tower
 (avril 2021).
Si vous disposez d'ouvrages ou d'articles de référence ou si vous connaissez des sites web de qualité traitant du thème abordé ici, merci de compléter l'article en donnant les références utiles à sa vérifiabilité et en les liant à la section « Notes et références ».
ANP Tower est un gratte-ciel en cours de construction à Casablanca au Maroc. Il abrite un bureau appartenant à ANP. Sa construction a débuté en 2015 pour s'achever en 2021. 